# Телефонне право
Телефонне право — термін, що характеризує особливу стадію корупції, коли способи передачі інформації і засоби зв'язку втрачають своє первісне призначення і починають самостійне існування як державно-правові інститути, одночасно виступаючи важелем адміністративного впливу.